# Rin Tin Tin

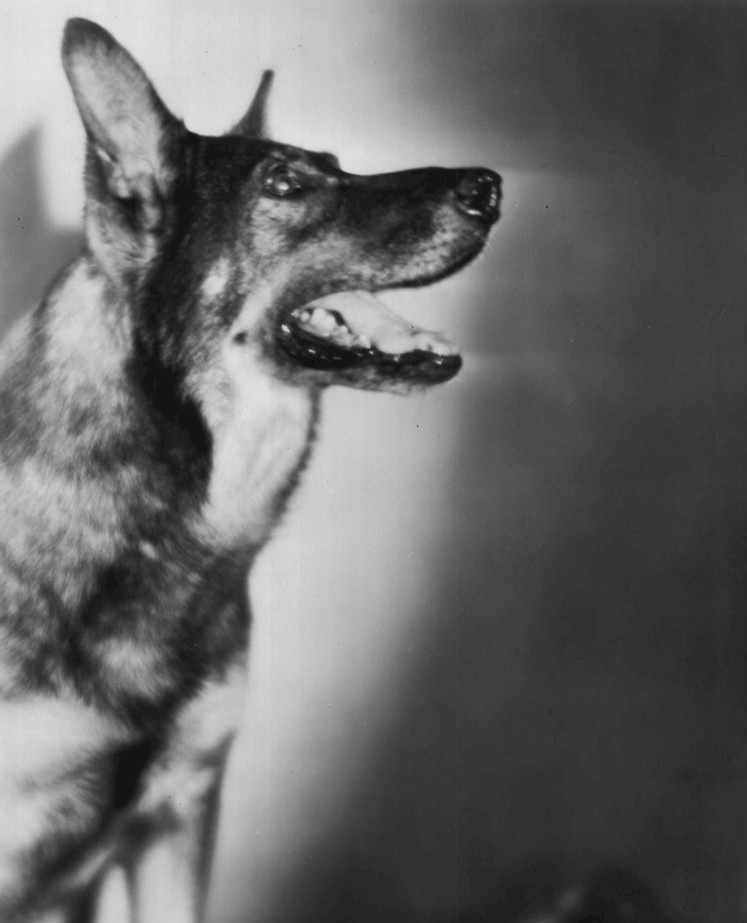
Rin Tin Tin na planie filmu Frozen River (1929 r.)

Rin Tin Tin (ur. 12 sierpnia 1918 we Fleury, zm. 10 sierpnia 1932) – owczarek niemiecki, jeden z pierwszych i najsłynniejszych psów występujących w filmach.
Rin Tin Tin narodził się jako jedno z pięciorga szczeniąt w opuszczonym przez Niemców schronie frontowym w miejscowości Fleury w północnej Francji, na krótko przed jego zdobyciem przez Amerykanów. Zaopiekował się nim amerykański kapral Lee Duncan. On też nadał psu imię pochodzące z refrenu popularnej wówczas francuskiej piosenki, i zabrał go ze sobą do Los Angeles, gdzie pies spodobał się producentom filmowym.
Po raz pierwszy wystąpił w niemym filmie Man from Hell’s River w 1922 r., rok później został zatrudniony przez wytwórnię Warner Bros. Ogółem Rin Tin Tin zagrał w ok. 25 filmach i dwóch serialach (The Lone Defender (1930) i Lightning Warrior (1931)). W 1931 r. przestał występować, rok później padł nagle podczas zabawy ze swoim właścicielem. Został pochowany na cmentarzu dla psów Cimetière des Chiens w Paryżu.

## Wybrana filmografia
- Man from Hell’s River (1922)
- Where the North Begins (1923)
- Shadows of the North (1923)
- The Lighthouse by the Sea (1924)
- Clash of the Wolves (1925)
- The Night Cry (1926)
- While London Sleeps (1926)
- Hills of Kentucky (1927)
- Tracked by the Police (1927)
- A Race for Life (1928)
- The Million Dollar Collar (1929)
- A Dog of the Regiment (1929)
- Tiger Rose (1929)
- The Lightning Warrior (1931)